# Le Dernier Western
Pour plus de détails, voir Fiche technique et Distribution.
Le Dernier Western est un téléfilm américain réalisé par Burt Kennedy, diffusé en 1988.

## Synopsis
Après 20 ans de prison, on ne donnerait pas cher de la vie misérable que devrait avoir l'ancien voleur John Henry Lee. Cependant, six heures après sa sortie, il a déjà pillé et fait sauter une banque et le voilà parti avec butin et bande pour réaliser leur vieux projet de cambrioler un train postal. Mais c'est sans compter avec son ancien concurrent auprès de la belle Maggie Hayes, le capitaine Owen Hayes. Celui-ci part immédiatement à la poursuite du bandit. 
Mais une bande de quatre chasseurs de primes peu scrupuleux, que commande Cotton, veut s'approprier le magot que John Henry vient de voler. Cette bande parvient à arrêter John Henry et les siens. Toutefois, vue la tournure des choses, la seule issue semble être un duel. L'idée ne séduit guère les plus jeunes. Mais John Henry a en poche un argument de choc : un bâton de dynamite qu'il tient très près d'un poêle allumé. L'embrouille est telle que les hommes du capitaine Owen Hayes et ceux de John Henry se retrouvent du même côté, face aux quatre jeunes. Neuf contre quatre. Du côté des jeunes, la démonstration de l'habileté à tenir le fusil s'arrêtera face à l'expérience. On compte deux blessés du côté des anciens et quatre du côté des jeunes. 
Tandis que les rangers emmènent finalement tout le monde en prison, la dernière scène change le projet. La dame de cœur sort du chapeau du cow-boy, ou plutôt d'une diligence opportunément arrivée dans ce bled paumé et, d'un papillonnement de paupières de la belle en direction du capitaine, les vieux bandits reprennent la route vers le Canada... Vont-ils s'en tenir à l'acquis de leur liberté recouvrée ? Voilà qu'ils entendent arriver de loin un train postal...

## Fiche technique
- Titre original : Once Upon a Texas Train
- Titre français : Le Dernier Western
- Photographie : Ken Lamkin
- Musique : Arthur B. Rubinstein
- Sociétés de production : Brigade Productions  - Rastar Films
- Langue : anglais

## Distribution
- Willie Nelson : John Henry Lee
- Richard Widmark : Capitaine Owen Hayes
- Shaun Cassidy : Cotton
- Chuck Connors : Nash Crawford
- Ken Curtis	: Kelly Sutton
- Royal Dano : Nitro Jones
- Jack Elam : Jason Fitch
- Gene Evans : Fargo Parker
- Kevin McCarthy : Le gouverneur
- Dub Taylor : Charlie Lee
- Stuart Whitman : George Asque
- Angie Dickinson : Maggie Hayes
- Jeb Stuart Adams : Billy Bates
- Clare Carey : Meg Boley
- Harry Carey Jr. : Herald Fitch
- David Michael O'Neill : John Young
- Red West : Bates Boley
- Hank Worden : Le vieil homme
- John Calkins : John Brown
- Lisa Cloud : La domestique
- Don Collier : Warden
- Dennis Fimple : Le télégraphiste
- John Furlong (en) : Wid Miller